# Venus von Willendorf

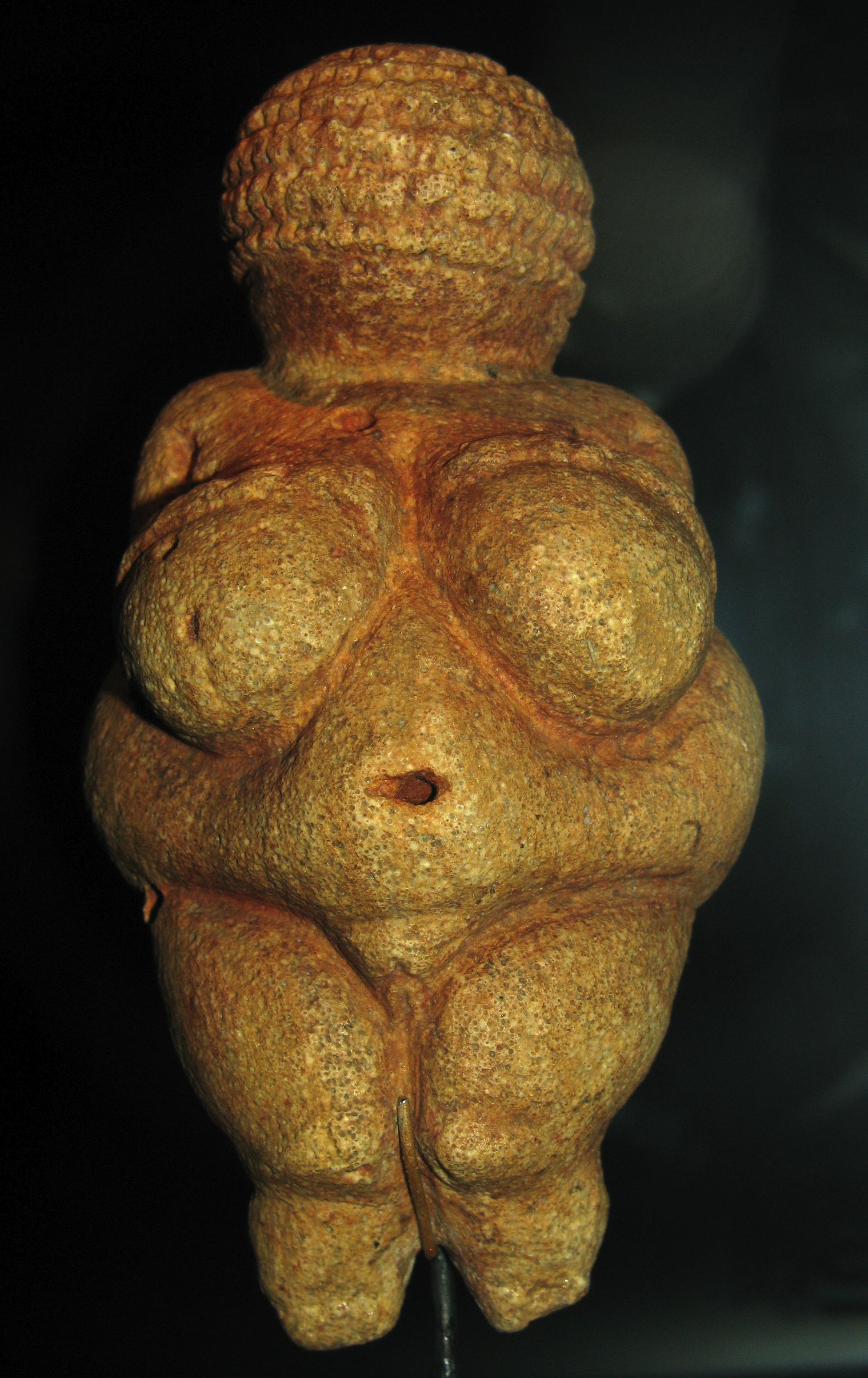
Venus von Willendorf

Die Venus von Willendorf ist eine 1908 entdeckte, rund 11 cm große und rund 29.500 Jahre alte Venusfigurine aus dem Gravettien. Sie ist als Österreichs bekanntester archäologischer Fund im Naturhistorischen Museum Wien zu sehen.

## Auffindung und Beschreibung

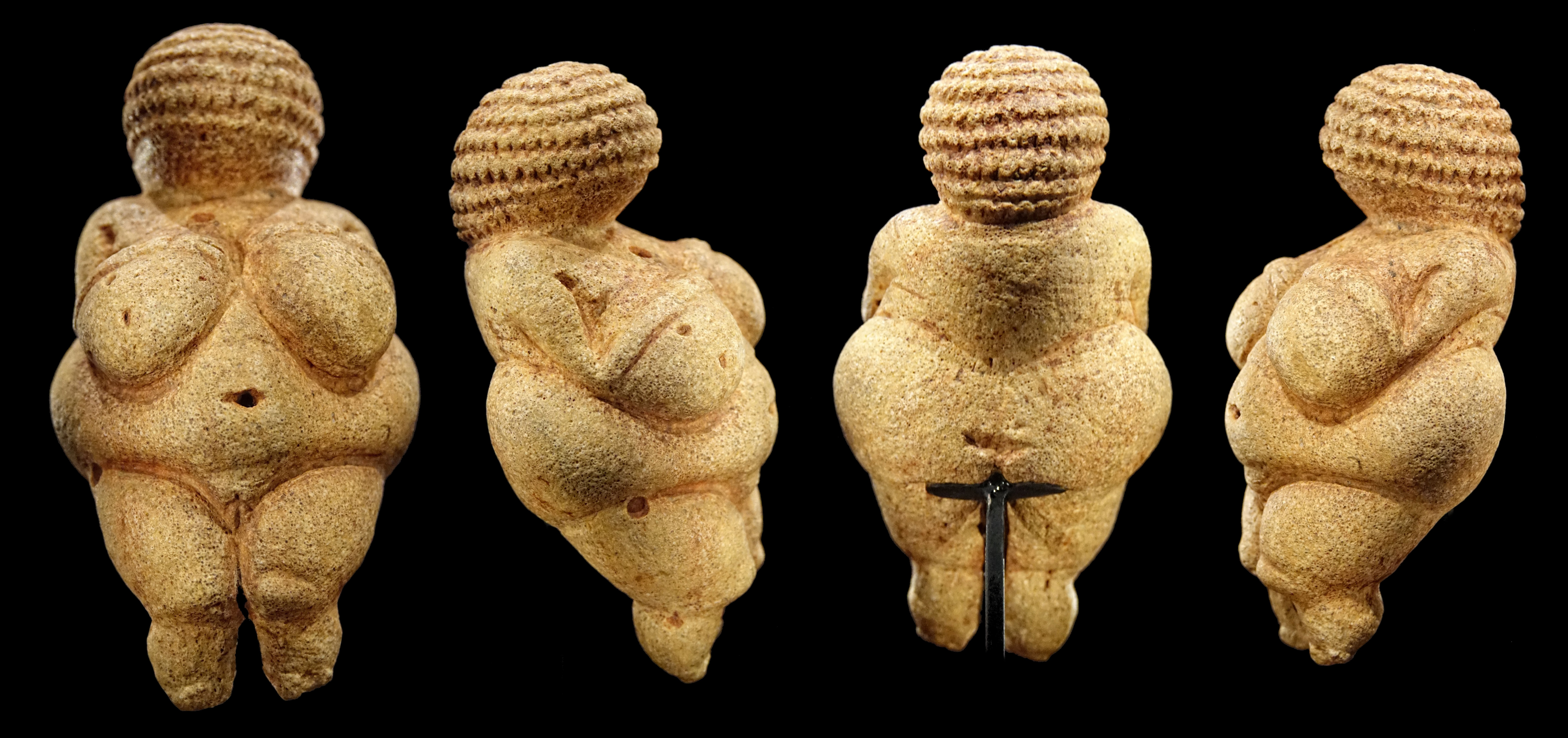
Ansichten der Figurine von allen vier Seiten

Die altsteinzeitliche Figurine wurde am 7. August 1908 bei Bauarbeiten zur Donauuferbahn in Willendorf in der Wachau von Johann Veran, einem der Arbeiter, gefunden. Der in der Nähe stehende archäologische Leiter und damalige Kurator des k. k. naturhistorischen Hof-Museums, Josef Szombathy, zeigte die Figur daraufhin seinem Stellvertreter, Josef Bayer(Lage). Beaufsichtigt wurden die Arbeiten von Hugo Obermaier und Josef Bayer.
Die Figurine befand sich in 25 cm Tiefe unterhalb von Stratum 9, in einem Boden aus Sand und Asche. Schon 1910 galt sie als berühmt. Neuere Ausgrabungsfunde in Willendorf stellten fest, dass schon vor 43.500 Jahren dort gesiedelt worden ist.

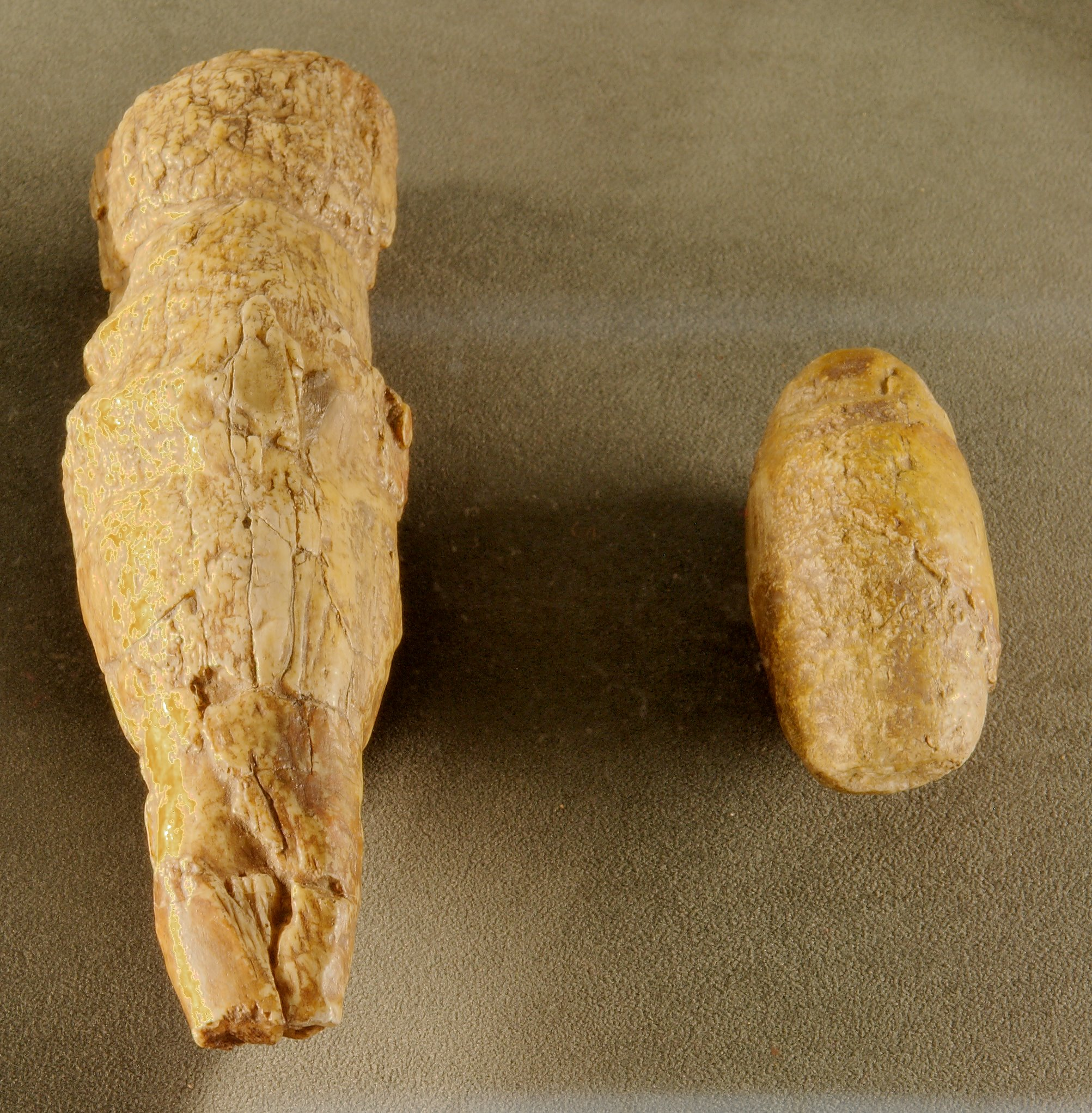
Venus II und Venus III von Willendorf

Weitere Frauenstatuetten an derselben Fundstelle wurden 1926 entdeckt, nämlich Venus II (Elfenbein, sehr schlechter Erhaltungszustand) und Venus III (Elfenbeinstück mit Bearbeitungsspuren, Einordnung als Venusfigurine umstritten) genannt. Sie werden der Fundschicht 9 zugeordnet, während jüngere Untersuchungen zeigten, dass Venus I 25 cm unterhalb von Schicht 9 lag und mit einer Holzkohleschicht assoziiert war.
Der an der Ausgrabung beteiligte Archäologe Josef Bayer wusch die Figurine am Tage der Auffindung mit Wasser ab, so dass Farbspuren getilgt wurden, wenn auch nicht vollständig. Als 1955 erste chemische Untersuchungen angestellt wurden, war die Figurine bereits mit Schellack überzogen. Trotz dieser Beeinträchtigungen ließ sich nachweisen, dass die Farbpigmentspuren auf der Grundlage einer Eisenoxidverbindung entstanden waren. Ein organisches Bindemittel konnte dabei nicht festgestellt werden. Besonders in der Kopfverzierung ließen sich noch Reste von Rötel nachweisen, die partiell mit bloßem Auge sichtbar sind. Ursprünglich war die Figurine vollständig mit Rötel (rotem Ocker) überzogen. Ob diese Bemalung dauerhaft oder nur zu bestimmten Anlässen vorgenommen wurde, oder gar ausschließlich zur Deponierung, ist unklar.
Die symmetrische Skulptur ist rund elf Zentimeter hoch und stellt eine nackte, dicke Frau dar. Ein Gesicht fehlt. Der Kopf ist groß, trägt eine Frisur oder Kopfbedeckung und sitzt auf schmalen Schultern. Die Frisur oder Kopfbedeckung wurde durch schräg eingeritzte Striche und horizontale, konzentrische Linien erzeugt. Die Arme sind dünn und liegen auf den schweren Brüsten; sie sind auf beiden Seiten von vertieften Linien umgeben, ebenso die Hände, diese erscheinen so deutlicher hervorgehoben. Die Finger der rechten Hand werden durch lange Einschnitte als voneinander getrennt dargestellt. Einschnitte an den Handgelenken deuten gezackte Armreifen an. Die Brüste sind ebenfalls von Linien umgeben.
Die Hüften sind stark, der Bauch steht vor, das Gesäß ist ausgeprägt. Brust, Bauch und Schenkel sind durch tiefe, senkrechte Gravuren modelliert. Den Bauchnabel bildet eine natürliche Vertiefung des Steins, die auf beiden Seiten erweitert wurde. Die Schenkel sind naturnah gestaltet, allerdings verkürzt, die Füße fehlen. Die Grenze zum Gesäß wird durch zwei deutliche Einschnitte gebildet, die nicht geglättet sind. Die Vulva ist dargestellt. Am Oberschenkel ist ein Einschnitt hinterlassen.
Die genaue Herstellungsweise der Venus ist nicht bekannt. Die noch sichtbaren Arbeitsspuren weisen darauf hin, dass zumindest die Endbearbeitung mit einem Stichel erfolgte. Solche Werkzeuge wurden in Schicht 8 und 9, zwischen denen die Venus entdeckt wurde, gefunden.

## Datierung
Auf Basis der Radiokarbondatierung wurde für die Skulptur lange Zeit eine Entstehungszeit vor etwa 25.000 Jahren angegeben. Nach Messungen von 2014 wird die jüngste Kulturschicht 9, über der die Venus von Willendorf gefunden wurde, auf 24.900 Jahre 14C-Jahre (BP) datiert, was kalibriert 27.150 bis 26.850 Jahren v. Chr. entspricht.

## Material
Der Kalkstein, aus dem die Venus gefertigt wurde, ist ein jurassischer Oolith, auch „Eierstein“ genannt. Er ist aus dicht gepackten Ooiden von 0,3 bis 1 mm Größe zusammengesetzt. Der Zwischenraum zwischen den Ooiden besteht aus sparitischem Kalzitzement. Das Gestein ist außerdem reich an Fossilien, so fand man bis zu 2,5 mm große Muschelschalenreste. Da aus Stránská skála (bei Brno in Mähren) ähnliche Oolithe bekannt sind und auch ein Teil der Feuersteine derselben Fundschicht von dort stammt, galt die Herkunft des Gesteins aus dieser Lokalität lange als wahrscheinlich. Eine neue geologische Analyse des Naturhistorischen Museums Wien ergab jedoch, dass die Figurine mit großer Wahrscheinlichkeit aus norditalienischem Gestein hergestellt worden war. Dabei kommt am ehesten das Gebiet um den Gardasee in Frage, genauer gesagt um Sega di Ala, eine Siedlung, die zu Ala im Trentino gehört. Das Rohmaterialvorkommen liegt unweit der Grotta di Fumane, eines berühmten italienischen Gravettien-Fundplatzes. Allerdings kommt, wenn auch mit geringerer Wahrscheinlichkeit, als Herkunftsort auch der Ort Isjum in der Ostukraine in Frage.

## Einordnung
Frauenidole aus Kalkstein, Speckstein oder Elfenbein, auch aus Ton, wurden von Westeuropa bis Sibirien gefunden, bis 2008 waren über 200 Exemplare bekannt. Die zu Willendorf nächstgelegenen Figurinen des Gravettiens sind die Venus von Dolní Věstonice (Mähren) und die Venus von Moravany in der Slowakei.
Dabei geht man von einer einheitlichen religiösen Vorstellung während der jüngeren Phase des Gravettien (Willendorf-Kostenki-Horizont) aus. Zum Ende dieser Phase, dem Letzteiszeitlichen Maximum vor etwa 20.000 Jahren (engl.: LGM), war Mitteleuropa nur sehr dünn besiedelt.

## Ausstellung
Das Original wird als so kostbar angesehen, dass lange Zeit nur eine Kopie im Museum ausgestellt war. Der Öffentlichkeit wurde die Original-Venus erstmals anlässlich einer Ausstellung im Jahr 1998 im Schloss Schönbrunn gezeigt. Anlässlich des 100. Jahrestages des Fundes (jedoch bereits zwei Monate vorher) wurde sie im Niederösterreichischen Landesmuseum und am Jahrestag selbst an ihrem Fundort gezeigt. Anschließend wird sie wieder in der beim jüngsten Umbau des Naturhistorischen Museums eingerichteten Tresor-Vitrine ausgestellt. Die Hochsicherheitsvitrine am Fundort wird seit 2010 jedes Jahr mit Werken von zeitgenössischen Künstlern ausgestattet, die sich mit dem Themenspektrum rund um die Venus auseinandersetzen. Seit März 2022 ist ein hochaufgelöstes 3D-Modell der Venus von Willendorf auch im 3D-Museum des Naturhistorischen Museum Wien zugänglich.

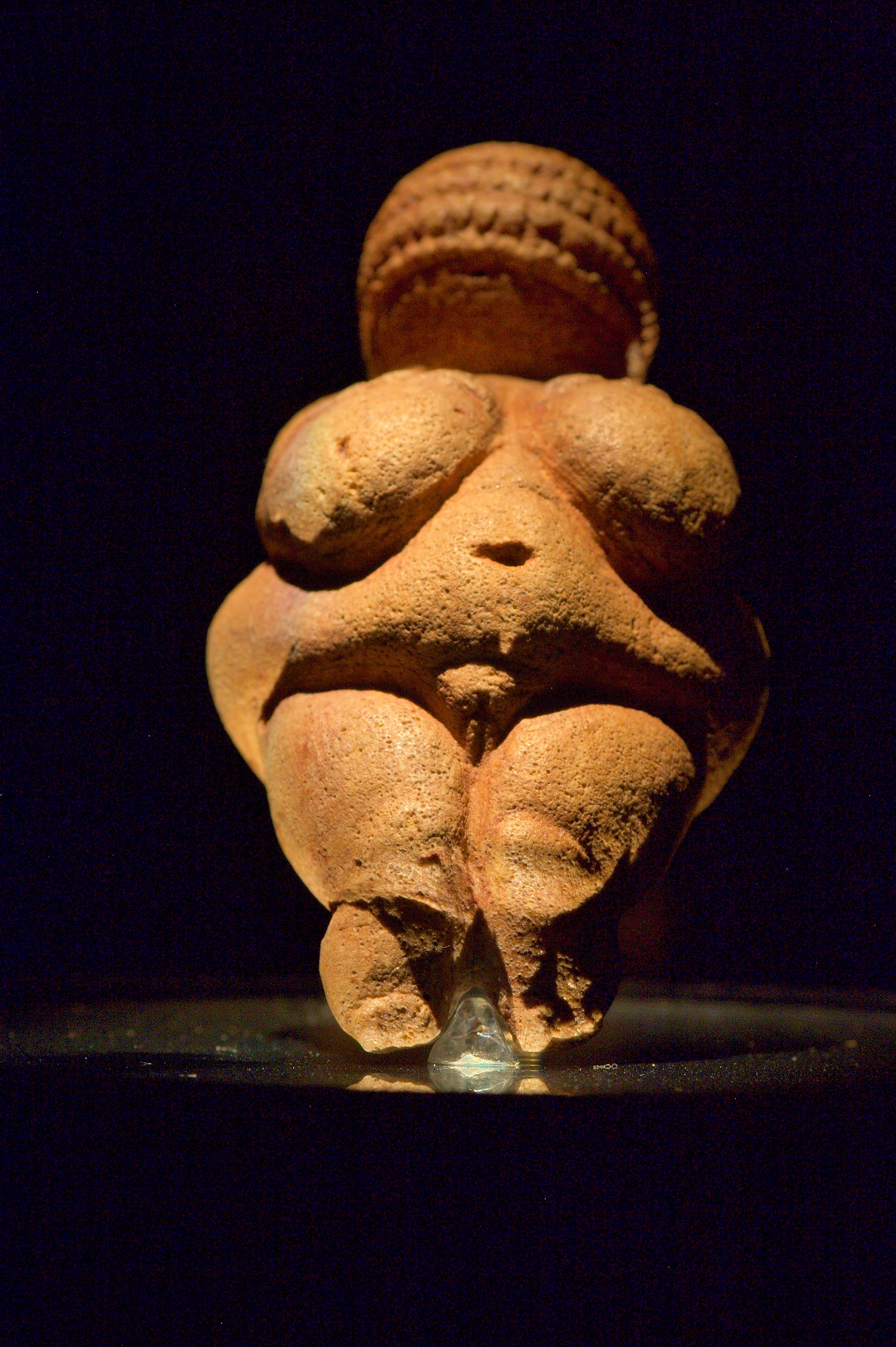
Venus I von Willendorf
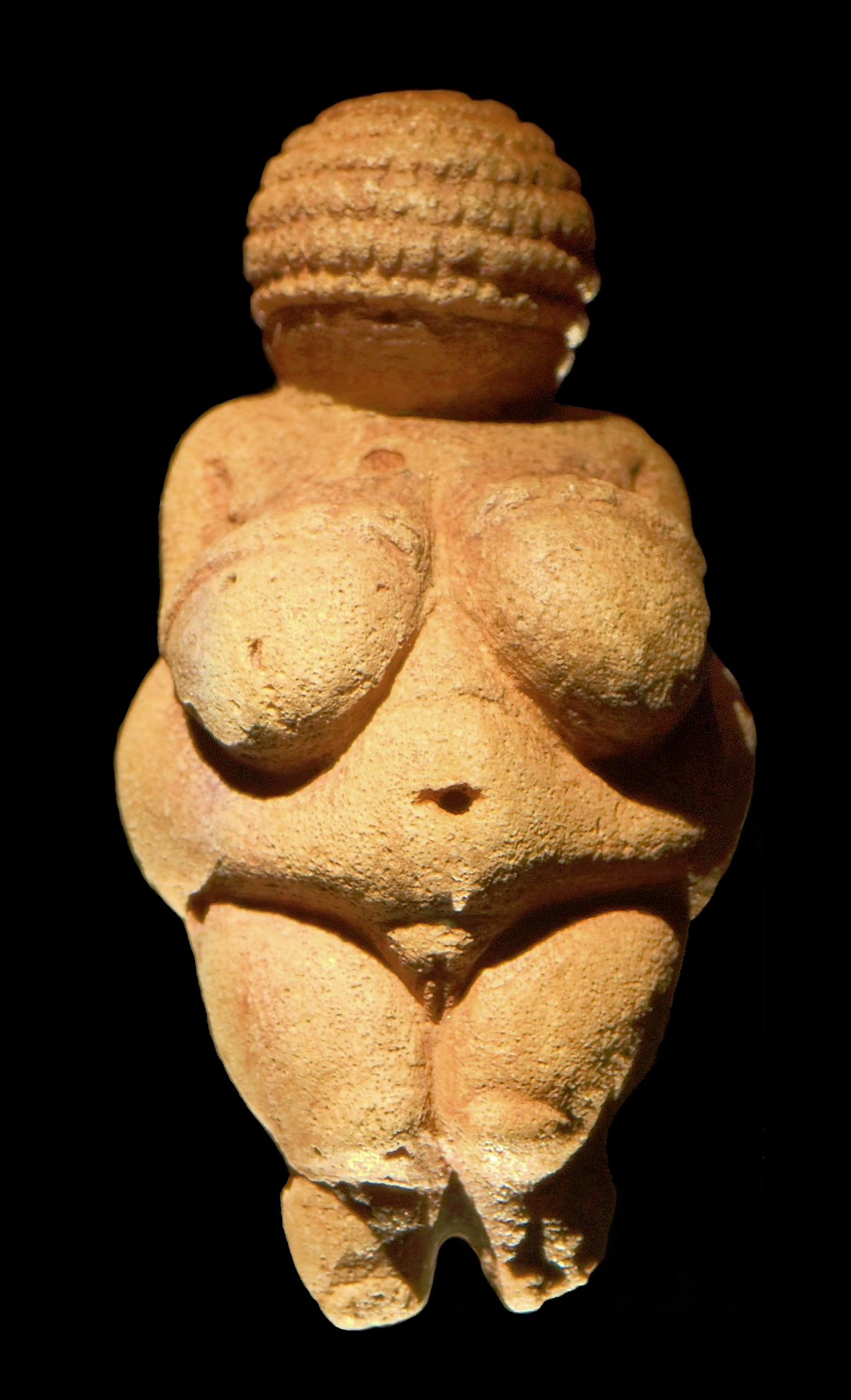
Venus I
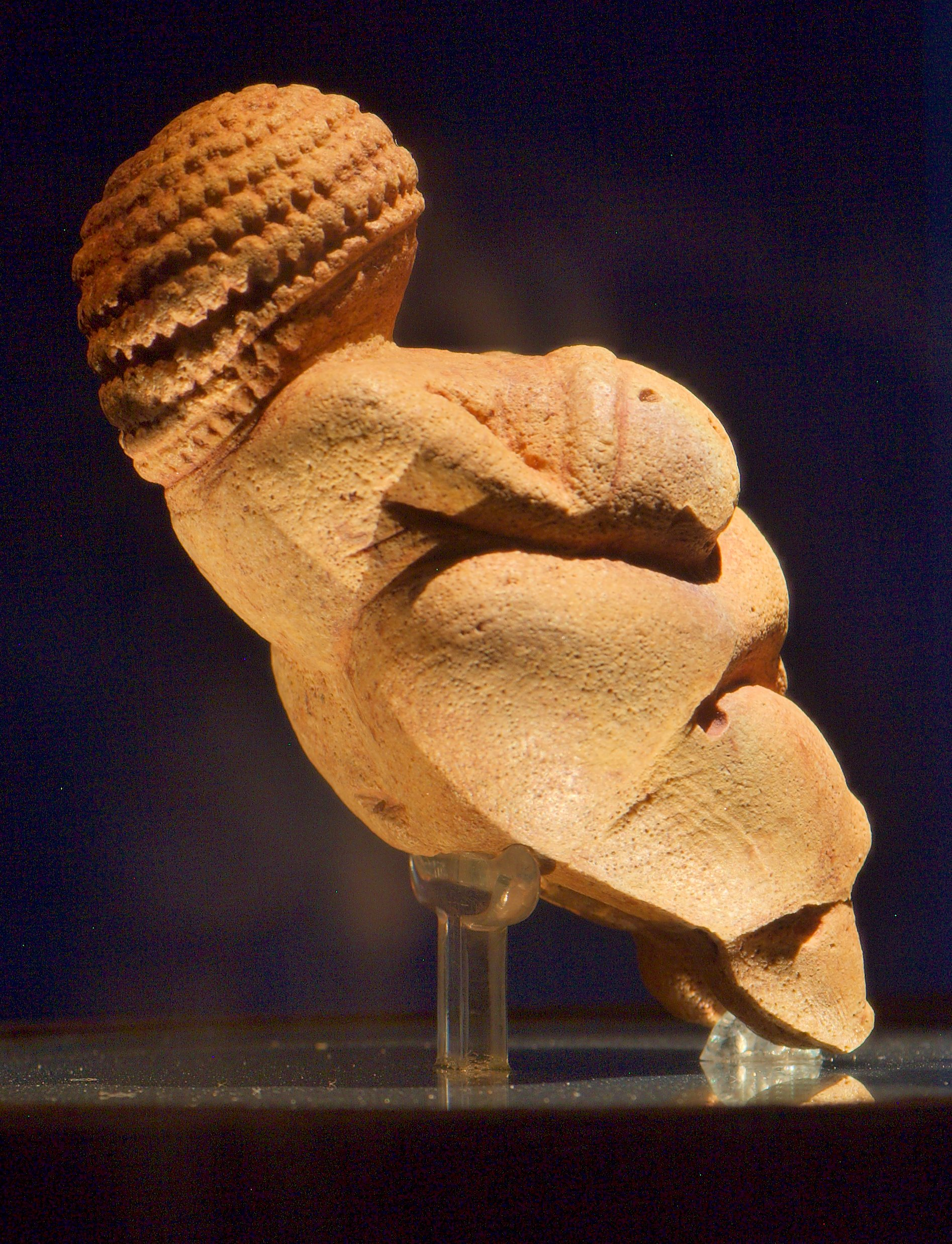
Venus I
Animierte Kopie

## Trivia
Ende 2017 stufte Facebook Fotos der Venus von Willendorf, die eine Nutzerin von Facebook geteilt hatte, als Pornografie ein und zensierte sie. Später entschuldigte sich das Unternehmen und teilte mit, dass es für Statuen eine Ausnahme gebe.
100 Jahre nach dem Fund wurde 2008 von der österreichischen Post eine Lentikularbild-Briefmarke mit Nominale 3,75 Euro herausgegeben. Beim Nach-rechts-und-links-Kippen der 3D-Marke erscheint der Bildeindruck eines räumlichen Objekts.

## Dokumentationen
- Rätselhafte Venus. TV-Dokumentation von Klaus T. Steindl, Österreich 2022.
- Lady Sapiens – Auf den Spuren eines Steinzeit-Mythos. (Originaltitel: Lady Sapiens, à la recherche des femmes de la préhistoire.) TV-Dokumentation von Thomas Cirotteau (Regie), F/CDN/B/J/USA 2021, deutsche Synchronfassung ZDF/ ZDFinfo 2022.

## Belege
1. ↑  Venus-Forschung, auf nhm-wien.ac.at
2. 1 2  The anthropomorphic figurines from Willendorf; Wiss. Mitt. Niederösterr. Landesmuseum; St. Pölten, 2008; Walpurga Antl-Weiser
3. ↑  Rezension über das Buch Venus, abgerufen am 19. Juni 2011.
4. ↑  Fritz Wiegers, C. Schuchhardt: Die Entwicklung der diluvialen Kunst mit besonderer Berücksichtigung der Darstellung des Menschen, in: Zeitschrift für Ethnologie 46,6 (1914) 829–865, hier: S. 829.
5. ↑  Nigst P.R, Haesaerts u. a.: Early modern human settlement of Europe north of the Alps occurred 43,500 years ago in a cold steppe-type environment. PNAS Sept. 22 – 2014. doi:10.1073/pnas.1412201111.
6. ↑  Walpurga Antl-Weiser: The anthropomorphic figurines from Willendorf, in: Wissenschaftliche Mitteilungen aus dem Niederösterreichischen Landesmuseum 19 (2008) 19–30.
7. ↑  Philip R. Nigst, Paul Haesaerts, Freddy Damblon, Christa Frank-Fellner, Carolina Mallol, Bence Viola, Michael Götzinger, Laura Niven, Gerhard Trnka, and Jean-Jacques Hublin: Early modern human settlement of Europe north of the Alps occurred 43,500 years ago in a cold steppe-type environment. PNAS October 7, 2014 111 (40) 14394-14399. doi:10.1073 /pnas.1412201111.
8. ↑  Venus von Willendorf – eine Tschechin, Spektrum.de, 10. April 2008.
9. 1 2  Gerhard Weber, Alexander Lukeneder, Mathias Harzhauser, Philipp Mitterœcker, Lisa Wurm, Lisa-Maria Hollaus, Sarah Kainz, Fabian Haack, Walpurga Antl-Weiser, Andrea Kern: The microstructure and the origin of the Venus from Willendorf. In: Scientific Reports. 2022, Band 12, Nummer 1 doi:10.1038/s41598-022-06799-z.
10. ↑  Venus von Willendorf besteht aus italienischem Gestein – In: Wiener Zeitung vom 28. Februar 2022, abgerufen am 28. Februar 2022.
11. ↑  Rätsel um die Herkunft der 30.000 Jahre alten Venus von Willendorf gelöst, in: Archäologie in Deutschland.
12. ↑  Das Rätsel aus der Steinzeit, orf.at, abgerufen am 7. August 2008.
13. ↑  Venus of Willendorf (NHMW-Prae 44.686). Natural History Museum Vienna, abgerufen am 30. März 2022 (englisch, 3D model – Interaktiv zu bedienen).
14. ↑  Facebook bittet für Zensur um Entschuldigung bei Deutschlandfunk Nova vom 2. März 2018
15. ↑  Facebook zensiert „Venus von Willendorf“ bei Deutsche Welle vom 28. Februar 2018
16. ↑  Venus von Willendorf 3D austria-forum.org, erstellt am 16. September 2009, geändert am 29. September 2019, abgerufen am 31. Jänner 2020.